# Cryphoeca montana
Cryphoeca montana là một loài nhện trong họ Hahniidae.
Loài này thuộc chi Cryphoeca. Cryphoeca montana được James Henry Emerton miêu tả năm 1909.